# Frans van den Wijngaert
Frans van den Wijngaert (Anversa, 19 ottobre 1950) è un ex arbitro di calcio belga.

## Carrera
Lo si ricorda soprattutto per aver diretto la finale della Coppa del Belgio nella stagione 1990-1991, e la finale di ritorno della Coppa UEFA 1994-1995 tra Juventus e Parma.
Vanta inoltre la direzione in 2 importanti semifinali: nel 1993, per la Coppa Uefa, arbitra la sfida Borussia Dortmund-Auxerre e nel 1994, sempre in Coppa Uefa, è la volta di Karlsruhe-Casino Salisburgo.
Era stato convocato come guardalinee dell'arbitro belga Alexis Ponnet in occasione della fase finale del campionato d'Europa 1988, mentre nell'edizione di quattro anni dopo, quella di Svezia 1992, è impiegato come quarto ufficiale nella terna guidata dal connazionale Guy Goethals.
Per tre anni, dal 1997 al 1999, è stato eletto arbitro dell'anno in Belgio. Di professione è preside.